# A-do-Mourão
A-do-Mourão era, em 1747, uma aldeia da freguesia de Santiago dos Velhos, Patriarcado e termo da cidade de Lisboa, Província da Estremadura. Tinha na época seis vizinhos.